# Rafik Yousef
Rafik Mohamed Yousef (auch Mohamad Raific Kairadin, * 27. August 1974 in Bagdad; † 17. September 2015 in Berlin) war ein irakischer islamistischer Terrorist.

## Leben
Rafik Yousef wurde als irakischer Kurde in Bagdad geboren. Während der Herrschaft Saddam Husseins saß er über zwei Jahre in einem irakischen Gefängnis.
Seit 1996 lebte Yousef in Deutschland, unter anderem in Mannheim und zuletzt in Berlin-Gropiusstadt, wo er ein kleines Baugeschäft leitete. Er war im Besitz eines deutschen Reiseausweises. Bekannte beschrieben ihn als einen „verrückten und gehetzten“ Menschen; in einer Berliner Moschee wurde ihm wegen radikaler Äußerungen Hausverbot angedroht.

## Terroristische Aktivitäten
Yousef war Mitglied der kurdisch-islamistischen Gruppierung Ansar al-Islam und führte in ihrem Auftrag Aktionen in Deutschland durch, unter anderem zur Finanzierung der Organisation. Dabei hatte er enge Verbindungen zu Mullah Krekar. Zwischen April 2004 und seiner Verhaftung im Dezember 2004 versuchte er, in Deutschland Kämpfer für Ansar al-Islam zu rekrutieren.
Am 3. Dezember 2004 wurde er von der deutschen Polizei verhaftet, weil er einen Anschlag auf den damaligen irakischen Premierminister Iyad Allawi während dessen Deutschlandbesuchs geplant haben soll. Generalbundesanwalt Kay Nehm leitete Ermittlungen gegen Yousef sowie zwei Mitverschwörer ein. Telefongespräche eines Beteiligten waren nach Hinweisen italienischer Fahnder seit Frühjahr 2003 abgehört worden, um Hinweise auf die Aktivitäten von Ansar al-Islam in Deutschland zu erhalten. In einem Telefonat am 2. Dezember 2004 gab Yousef in verschlüsselter Form Details der Anschlagsplanung preis und äußerte gegenüber einem anwesenden V-Mann des Verfassungsschutzes, der sich in seiner Wohnung befand, die Genehmigung für ein Todeskommando liege nun vor. Anschließend inspizierte Yousef die geplante Fahrtroute Allawis. Zuvor hatte Yousef berichtet, Anschläge in Deutschland und Frankreich seien nicht erlaubt, da diese Länder sich nicht am Irakkrieg beteiligt hätten.
Das Al-Qaida Sanctions Committee der UN nahm Yousef als Unterstützer von Ansar al-Islam im Dezember 2005 in die Liste der mit al-Qaida assoziierten Personen auf. In der Folge wurden durch die EU-Kommission seine Konten eingefroren. Auch die US-Behörden nahmen ihn in entsprechende Sanktionslisten auf.

### Prozess und Haftstrafe
Der Prozess am Oberlandesgericht Stuttgart begann am 20. Juni 2006 und erstreckte sich über zwei Jahre. Die Kosten des Verfahrens werden auf 1,2 Millionen Euro beziffert. Der Prozess war einer der längsten Terrorprozesse in Deutschland; die Verfahrensführung gestaltete sich schwierig, auch wegen Yousefs Verhalten im Prozess, der vielfach Richter, Anwälte und Zeugen beleidigte und später begann, unzählige Beweis- und Befangenheitsanträge zu stellen. Nachdem er sich fortgesetzt weigerte, sich beim Eintreten des Gerichts zu erheben, wurde der Ablauf dahingehend geändert, dass Yousef erst kurz vor Verhandlungsbeginn in den Saal geführt wurde und die Richterin eintrat, während ihm noch im Stehen die Handfesseln entfernt wurden. Yousef beschuldigte das Gericht, sich mit dem Bundeskriminalamt gegen ihn verschworen zu haben; sein Anwalt beantragte eine psychologische Evaluation seines Mandanten und bezeichnete den Prozess als das schwierigste Verfahren, an dem er je beteiligt war. Wegen ungebührlichen Verhaltens wurde gegen Yousef in 22 Fällen Ordnungshaft von insgesamt 114 Tagen verhängt. Am 15. Juli 2008 wurde er schließlich zu einer 8-jährigen Haftstrafe wegen „Mitgliedschaft in einer ausländischen terroristischen Vereinigung in Tateinheit mit der versuchten Beteiligung an einem Mord“ verurteilt. Der Bundesgerichtshof bestätigte das Urteil am 22. September 2009, obwohl Yousef zum Zeitpunkt des Zugriffs noch nicht im Besitz einer geeigneten Tatwaffe war.
In der Haftanstalt fiel er als gewalttätig auf, unter anderem weil er einer Justizbeamtin eine Rippe brach. 2013 wurde er nach vollständiger Verbüßung der Haftstrafe aus dem Gefängnis entlassen und unter Führungsaufsicht gestellt. Zudem musste er eine elektronische Fußfessel tragen. Yousef galt weiterhin als Gefährder, seine Abschiebung  in den Irak war jedoch nicht möglich, da ihm dort die Todesstrafe drohte.

## Amoklauf und Tod
Am Morgen des 17. September 2015 löste Yousef um 8.52 Uhr seine Fußfessel, daraufhin fuhren Polizeibeamte zu seiner Berliner Wohnung, ohne ihn jedoch anzutreffen. Zu diesem Zeitpunkt lief gegen ihn ein Ermittlungsverfahren wegen Bedrohung in vier Fällen; er hatte eine Amtsrichterin, eine Mitarbeiterin einer Sozialbehörde sowie einen Polizeibeamten bedroht. Gegen 9 Uhr bedrohte Yousef mehrere Passanten in Berlin-Spandau mit einem Klappmesser mit einer neun Zentimeter langen Klinge. Vier Funkwagen wurden losgeschickt. Einer eintreffenden 44-jährigen Polizistin stach er unter die Schutzweste und verletzte sie schwer. Daraufhin eröffneten Kollegen der Polizistin das Feuer auf Rafik Yousef und erschossen ihn. Laut einem anderen Bericht wurde die Polizeibeamtin neben den Messerstichen auch von einer Kugel aus der Dienstwaffe ihres Kollegen getroffen. Später konnte Yousef auch ein Messerangriff auf eine unbeteiligte Spaziergängerin am gleichen Morgen zugeordnet werden. Nach Rekonstruktion seines Weges komme nur er als Täter infrage, so die Behörden.
Yousef verstarb am Tattag im Krankenhaus an seinen Schussverletzungen.